# أبرقوه
أبرقوه (بالفارسية: ابرکوه) هي مدينة ضمن محافظة يزد في إيران. يقدر عدد سكانها بـ 23,984 نسمة.

## التسمية
ذكر العالم الجُغرافي ياقوت الحموي مدينة أبرقوه قائلًا: «أبرقوه بفتح أوله وثانيه وسكون الراء وضم القاف والواو ساكنة وهاء محضة هكذا ضبطه أبو سعد ويكتبها بعضهم أبرقويه أهل فارس يسمونها وركوه ومعناه فوق الجبل وهو بلد مشهور بأرض فارس من كورة اسطخر قرب يزد».